# 白米山古墳
白米山古墳（しらげやまこふん）は、京都府与謝郡与謝野町後野にある古墳。形状は前方後円墳。国の史跡に指定されている。

## 概要
京都府北部、丹後半島付け根の加悦谷の東縁部、加悦谷に突き出す丘陵上に築造された古墳である。現在までに墳丘を良好に遺存し、これまでに1996-1999年（平成8-11年）に発掘調査が実施されている。
墳形は前方後円形で、前方部を北方に向ける。墳丘は2段築成。墳丘長は90メートルを測り、加悦谷では北約1.5キロメートルに所在する蛭子山1号墳（145メートル）に次ぐ規模になる。墳丘表面では斜面で葺石、テラス部で円礫敷きが認められるが、埴輪は認められていない。埋葬施設は後円部中央における竪穴式石室1基・土壙墓2基・木棺直葬1基などであるが、未調査のため詳細は明らかでない。
この白米山古墳は、出土土器等より古墳時代前期中葉頃の築造と推定される。丹後地方では、古墳時代前期後半以後に「日本海三大古墳」すなわち蛭子山1号墳・神明山古墳（京丹後市丹後町宮）・網野銚子山古墳（京丹後市網野町網野）を始めとする大型前方後円墳の築造が知られるが、本古墳の築造時点では本古墳が最大規模であり、当時としては全国的にも大型の規模になる。日本海側では最古級の前方後円墳ともされ、丹後地方における前方後円墳の波及を考察するうえで重要視される古墳になる。
古墳域は2002年（平成14年）に国の史跡に指定されている。

## 遺跡歴
- 昭和の初めには存在を認知[2]。
- 1987年（昭和62年）4月15日、京都府指定史跡に指定[5]。
- 1993年（平成5年）、隣接する白米山北古墳の発掘調査（京都府埋蔵文化財調査研究センター）[6]。
- 1996-1999年（平成8-11年）、範囲確認発掘調査（旧加悦町教育委員会、1997年・1998年・1999年に報告書刊行）[1]。
- 1998年（平成10年）、隣接する白米山西古墳群の発掘調査（奈良女子大学、2000年に報告書刊行）[1]。
- 2002年（平成14年）3月19日、国の史跡に指定[2]。

## 墳丘
墳丘の規模は次の通り。
- 墳丘長：90メートル
- 後円部 - 2段築成。
  - 直径：54メートル
  - 高さ：7.5メートル
- 前方部 - 2段築成。
  - 幅：32メートル
  - 高さ：5メートル

2段築成の墳丘は、1段目では地山整形、2段目では盛土による。

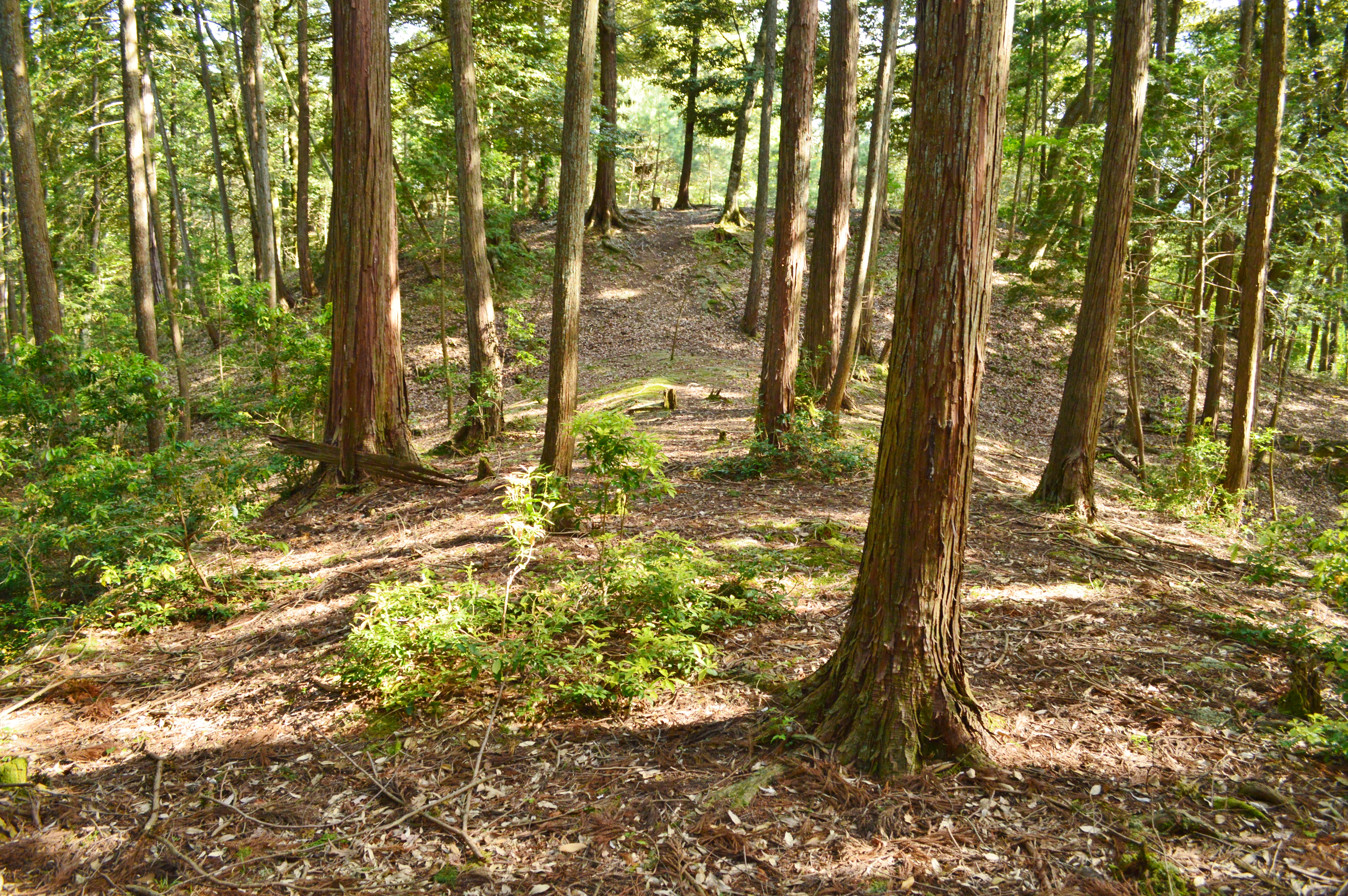
前方部から後円部を望む
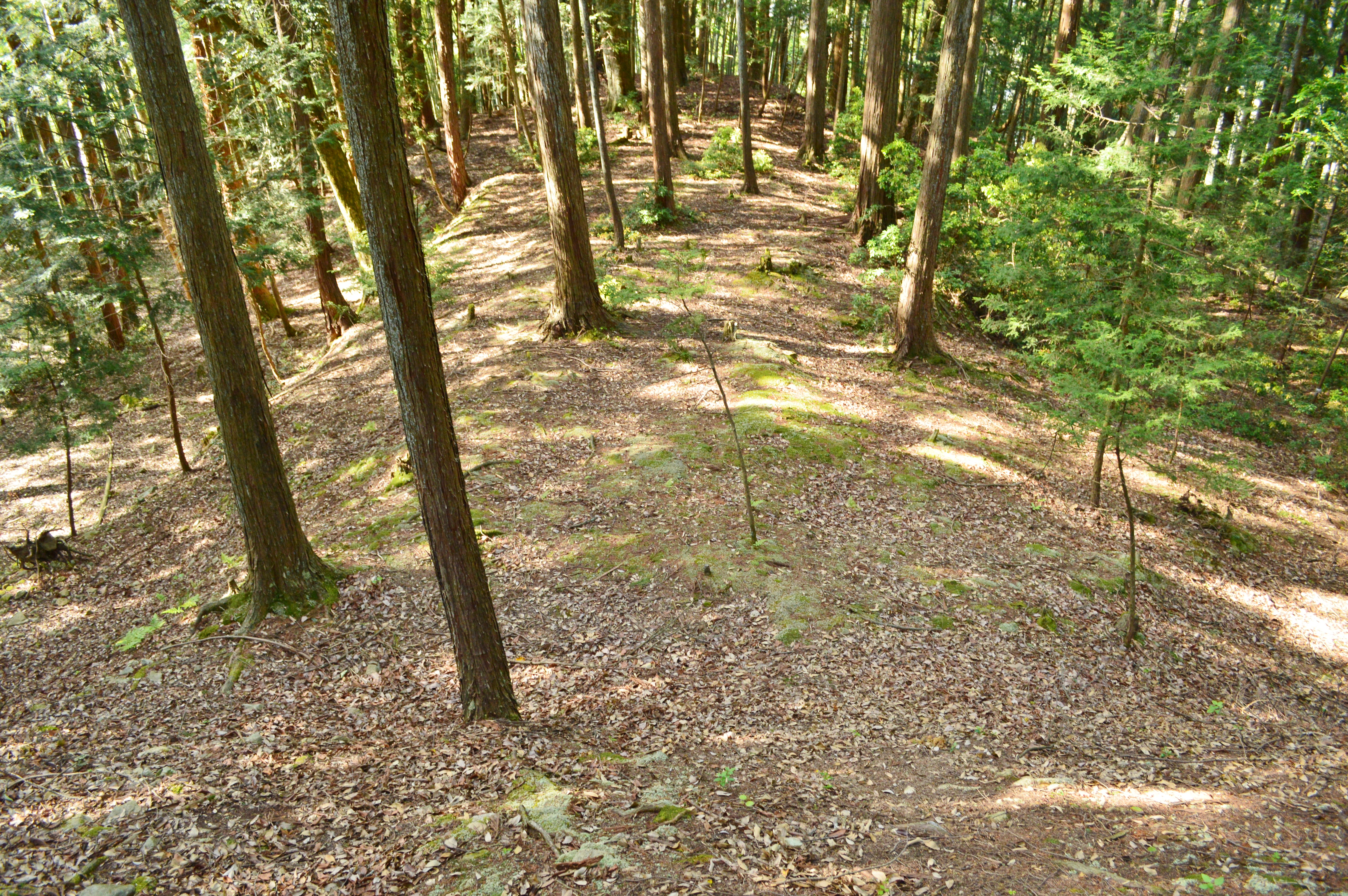
後円部から前方部を望む

## 埋葬施設

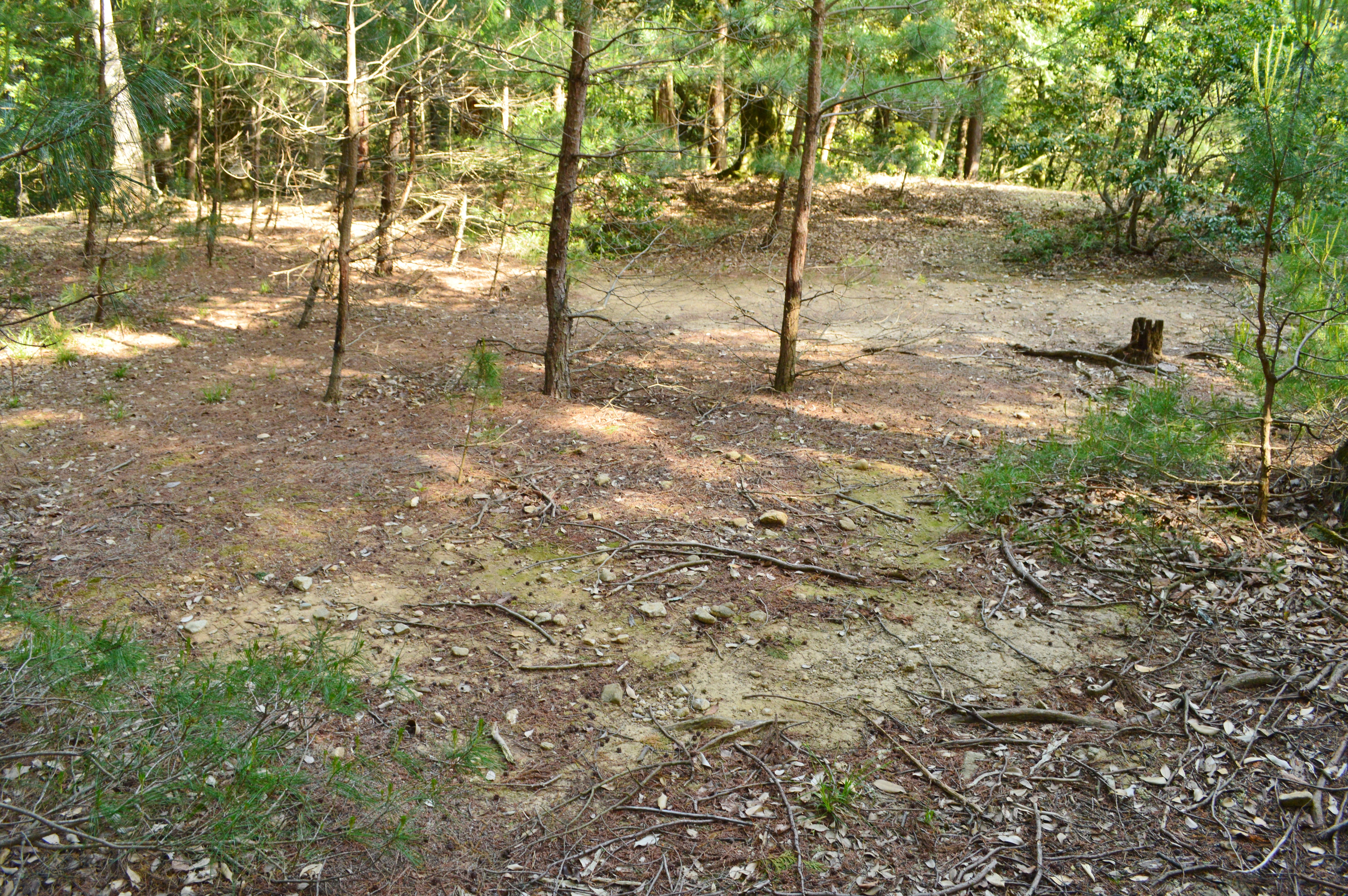
後円部墳頂

埋葬施設としては、後円部墳頂中央部において竪穴式石室1基、土壙墓2基、木棺直葬1基が認められているが、いずれも未調査のため詳細は明らかでない。竪穴式石室（第1主体：中心埋葬）は、石室主軸を墳丘主軸と直交する東西方向とし、長さは推定4メートルで、天井石6枚が認められる。石室周囲には杭列や柱穴列も検出されている。
またテラス埋葬として竪穴式小石槨2基、石棺直葬1基が認められているが、副葬品は検出されていない。そのほか、周辺埋葬として方形周溝墓2基（刀子1点出土）とその溝内埋葬、割竹形木棺直葬1基（鉇1点出土）、木蓋土壙墓1基、土壙墓3基が認められている。

## 周辺古墳
白米山古墳の周辺には古墳数基が分布する。そのうち後円部西側の丘陵に分布する4基は白米山西古墳群として認知される。1号墳・2号墳については1998年（平成10年）に発掘調査が実施されている。内容は次の通り。
- 1号墳 - 小方墳。埋葬施設は割竹形木棺の直葬。鉄斧1点が出土。[1]
- 2号墳 - 半円形の台状墓。埋葬施設は割竹形木棺の直葬。[1]
- 3号墳 - 半円形の台状墓。埋葬施設は割竹形木棺の直葬。[1]
- 4号墳 - 半円形の台状墓。埋葬施設は割竹形木棺の直葬。[1]

そのほか、白米山古墳の前方部西側では白米山北古墳、前方部東側では白米山東古墳が所在する。
以上の古墳は、白米山古墳の周辺埋葬墓と同様に、一帯が白米山古墳被葬者と同集団による共通墓域であったことを示すとされる。

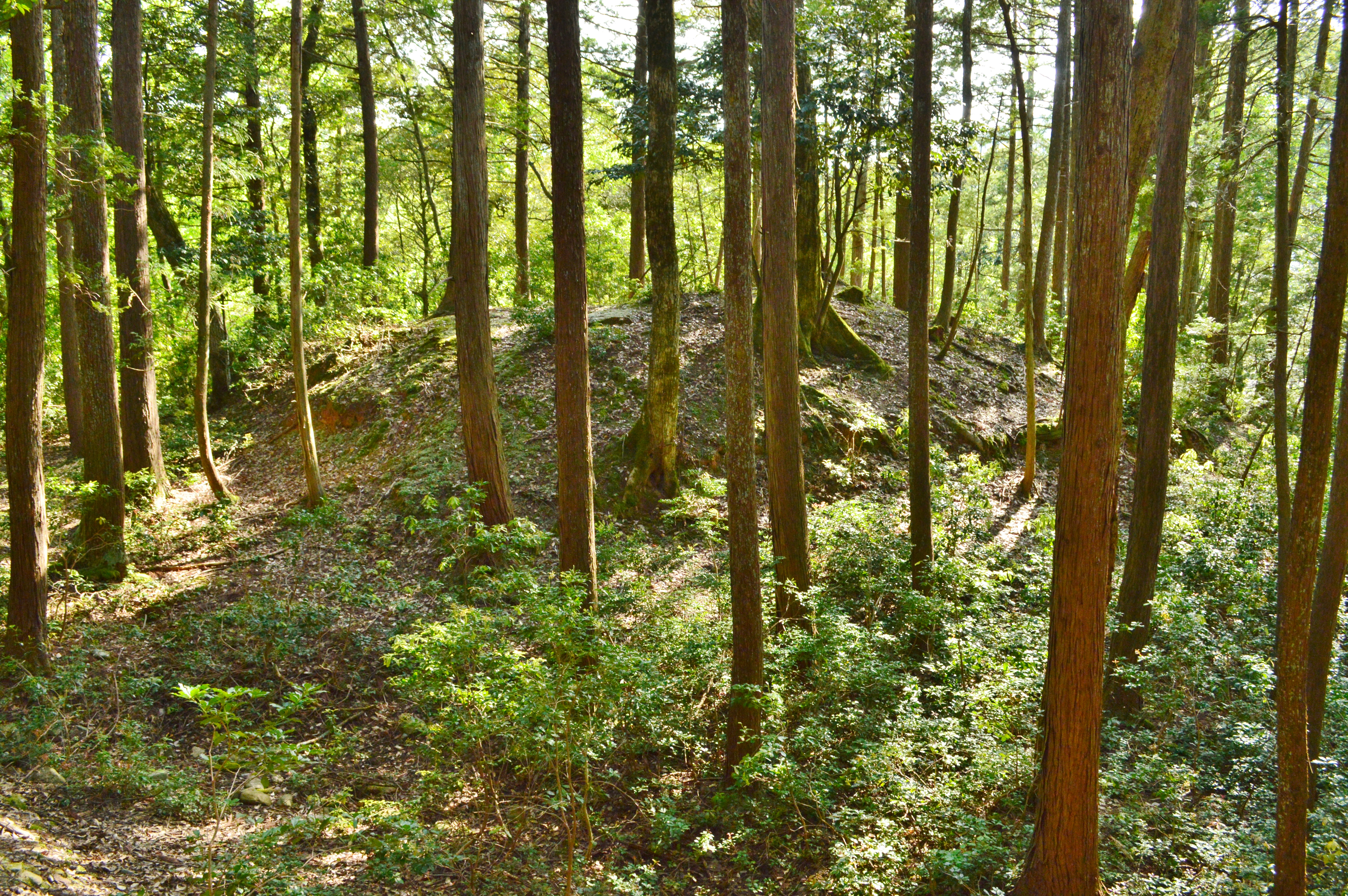
白米山西1号墳
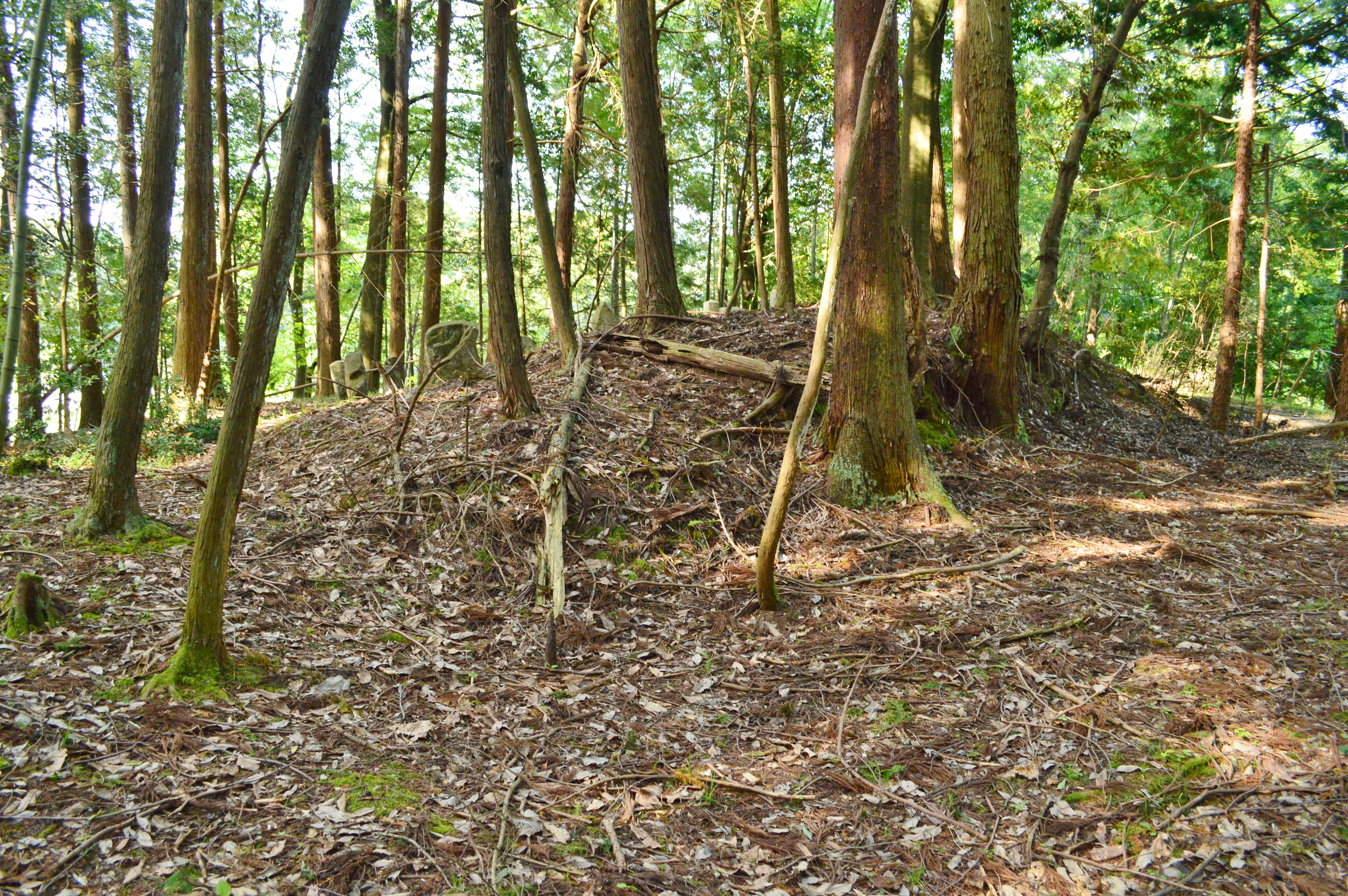
白米山東古墳

## 文化財

### 国の史跡
- 白米山古墳 - 2002年（平成14年）3月19日指定[2]。

## 関連文献
（記事執筆に使用していない関連文献）
- 「白米山北古墳」『京都府遺跡調査概報 第57冊』京都府埋蔵文化財調査研究センター、1994年。
- 『白米山古墳I（加悦町文化財調査報告 第25集）』加悦町教育委員会、1997年。
- 『白米山古墳II（加悦町文化財調査報告 第26集）』加悦町教育委員会、1998年。
- 『白米山古墳III・須代遺跡IV（加悦町文化財調査報告 第28集）』加悦町教育委員会、1999年。
- 『白米山西古墳群発掘調査報告書（奈良女子大学考古学研究報告 1）』奈良女子大学文学部、2000年。